# Лізбен (Луїзіана)
Лізбен (англ. Lisbon) — селище (англ. village) в США, в окрузі Клейборн штату Луїзіана. Населення — 173 особи (2020).

## Географія
Лізбен розташований за координатами 32°47′22″ пн. ш. 92°52′2″ зх. д. / 32.78944° пн. ш. 92.86722° зх. д. (32.789367, -92.867206).  За даними Бюро перепису населення США в 2010 році селище мало площу 33,99 км², уся площа — суходіл.

## Демографія
Згідно з переписом 2010 року, у селищі мешкало 185 осіб у 75 домогосподарствах у складі 52 родин. Густота населення становила 5 осіб/км².  Було 106 помешкань (3/км²).
Расовий склад населення:
| - 65,4 % — білих - 34,6 % — чорних або афроамериканців |

До двох чи більше рас належало 0,0 %. Частка іспаномовних становила 0,5 % від усіх жителів.
За віковим діапазоном населення розподілялося таким чином: 20,5 % — особи молодші 18 років, 55,7 % — особи у віці 18—64 років, 23,8 % — особи у віці 65 років та старші. Медіана віку мешканця становила 44,8 року. На 100 осіб жіночої статі у селищі припадало 107,9 чоловіків;  на 100 жінок у віці від 18 років та старших — 98,6 чоловіків також старших 18 років.
За межею бідності перебувало 24,2 % осіб, у тому числі 13,3 % дітей у віці до 18 років та 36,4 % осіб у віці 65 років та старших.
Цивільне працевлаштоване населення становило 99 осіб. Основні галузі зайнятості: освіта, охорона здоров'я та соціальна допомога — 29,3 %, публічна адміністрація — 26,3 %, будівництво — 13,1 %, виробництво — 6,1 %.